# Organisationsgesellschaft
Organisationsgesellschaft ist ein jüngerer soziologischer Begriff zur Bezeichnung für moderne Gesellschaften mit flächendeckenden formalen Organisationen in nahezu allen Lebens- und Funktionsbereichen. Die strukturprägende Vergesellschaftungsform der Organisation gilt seit Max Weber und Talcott Parsons als notwendiges Ordnungsmittel für das ständige und arbeitsteilige Zusammenwirken von Menschen in komplexen Gesellschaften.

„Erst die moderne Gesellschaft ist wahrhaft eine Organisationsgesellschaft. Unternehmen, staatliche Verwaltungen, Schulen und Hochschulen, Krankenhäuser, Gerichte, Forschungsinstitute, das Militär, Kirchen, Museen, Zeitungen, Fernsehsender, politische Parteien, Verbände, Genossenschaften, Vereine. Diese Auflistung ist auch ohne Bemühen um Vollständigkeit schlagend.“